# 间宫林藏
間宮林藏（日语：／ Mamiya Rinzou，1775年—1844年4月13日），本名伦宗，号芜崇，日本江戶時代後期探險家，間宮海峽發現者，與近藤重藏、平山行藏并稱為“文政三藏”。
間宮林藏1775年（一説1780年）生於常陸國筑波郡上平柳村（今位於茨城縣筑波未來市）的務農家庭，祖父为没落武士，其父务农兼业箍工。間宮曾師從觀測學家伊能忠敬學習測量術。1796年，间宫前往江户担任普请役（司工官）属吏，学习地理，曾独自勘探九州岛与四国岛；1808年春與松田传十郎在幕府組織的探險隊中從北海道宗谷海峽渡海至樺太（庫頁島）南端，是第一個渡過海峽探索庫頁島的冒險家，並發現間宮海峡（韃靼海峽），確認庫頁島是一座島。1828年，因向幕府密告学者高桥景保與德國科學家西博尔德交換地圖致其被捕，引起日本国内人士反感；晚年担任国事侦探，身體耗弱，飽受梅毒之苦，过着寂寞的生活，于1844年死于江户。今日本國土最北端的宗谷岬立有間宮林藏的雕像。

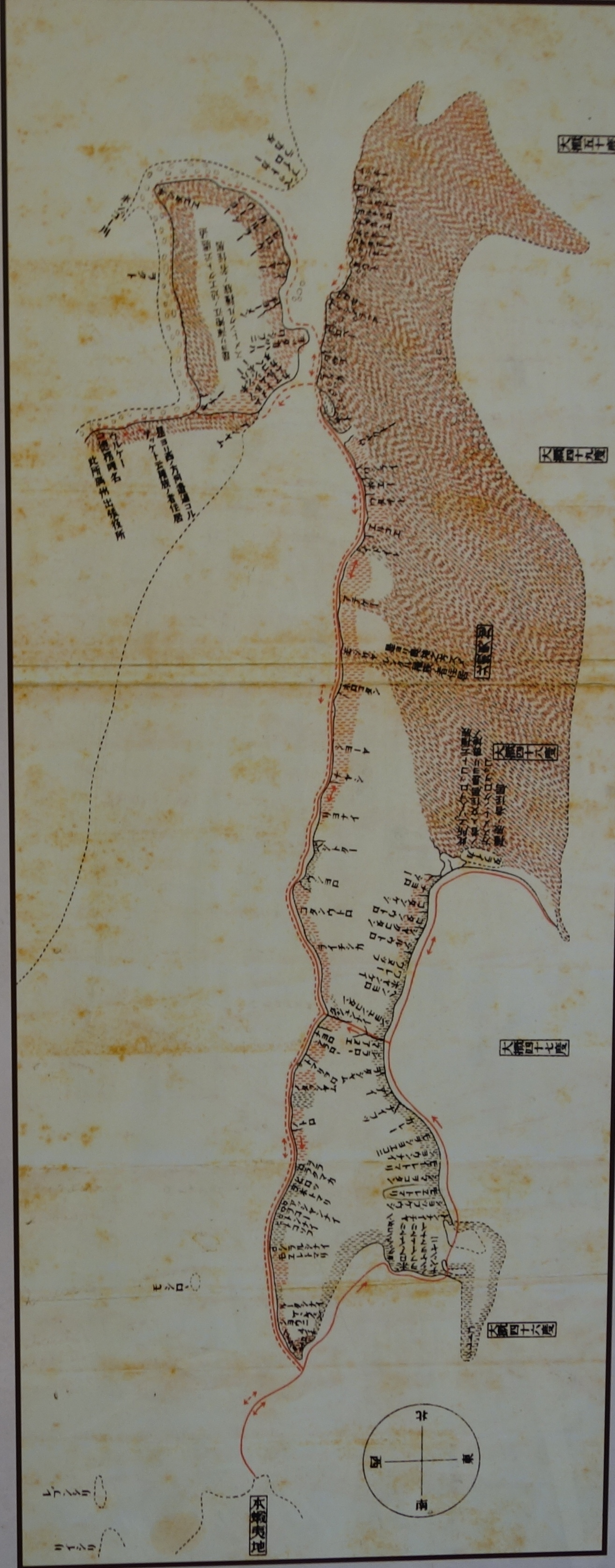
間宮林藏于1810年繪製的樺太地図

## 身後
- 間宮與阿伊努族婦女所生女兒之後裔今仍住在北海道。間宮林藏顯彰会稱，歷史學家的調查證實了其後裔身份[3]。
- 1999年9月9日，業餘天文學家渡邊和郎（日语：渡辺和郎）發現12127號小行星，為紀念間宮林藏將其命名爲“Mamiya”[4]。